# Anton Pilgram
Anton Pilgram, dit aussi Anton von Brünn, né vers 1460 à Brünn et mort en 1515 à Vienne, est un architecte et sculpteur morave relevant du Saint-Empire romain.

## Biographie

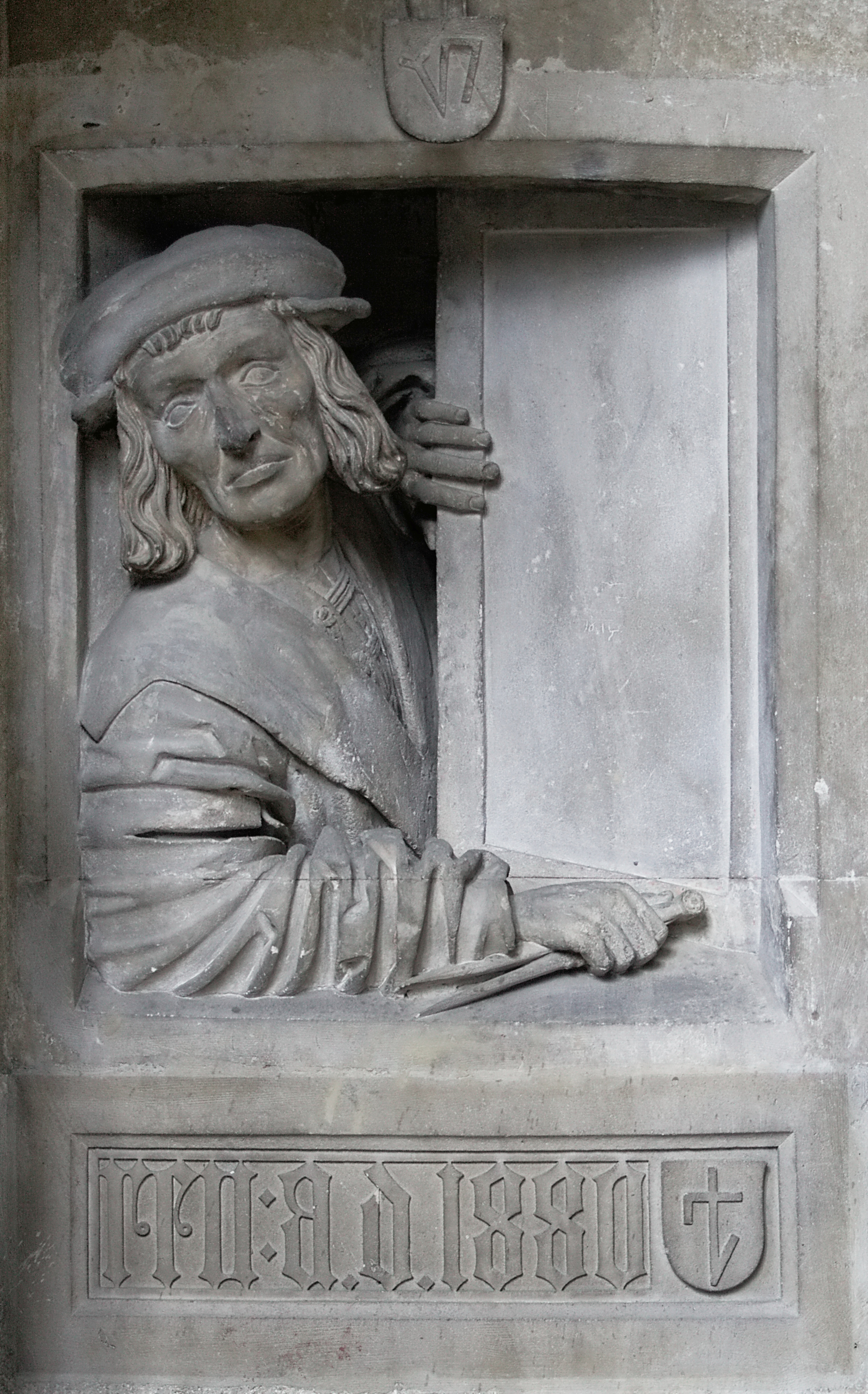
Autoportrait d'Anton Pilgram, chaire de vérité, cathédrale de Vienne. La date de 1880 y a été mise pour commémorer la restauration.

Après sa formation il commence à œuvrer dans le pays souabe, par exemple en édifiant l'église Saint-Kilian à Heilbronn ou l'église Saint-Georges à Schwieberdingen.
Dans la chapelle Saint-Laurent à Rottweil l'on peut voir l'« Homme penché » qui est considéré comme son premier autoportrait, reprenant la tradition des architectes médiévaux de se faire discrètement représenter dans leurs constructions.
De 1510 à 1511, il se consacre au chantier de l'église gothique tardive Saint-Jacques à Brno. 
À Brno également, on lui doit en 1510 le portail gothique de l'hôtel de ville.
De 1511 à 1515, il dirige le chantier de la cathédrale Saint-Étienne de Vienne. Dans cette église il se fit à nouveau sculpter regardant son œuvre. Tradition qui fut reprise jusqu'à récemment par des architectes qui se sont fait représenter dans leur bâtiment, comme Henri Beyaert dans la Banque nationale de Bruxelles.

## Sources
- (de) Cet article est partiellement ou en totalité issu de l’article de Wikipédia en allemand intitulé « Anton Pilgram (Baumeister) » (voir la liste des auteurs).